# Crew Dragon Endeavour
Pour les articles homonymes, voir Endeavour.
La Crew Dragon Endeavour (Dragon capsule C206) est un vaisseau spatial Crew Dragon fabriqué et exploité par SpaceX et utilisé par le programme d'équipage commercial de la National Aeronautics and Space Administration (NASA).
Il a été lancé en orbite au sommet d'une fusée Falcon 9 le 30 mai 2020 et amarré avec succès à la Station spatiale internationale (ISS) le 31 mai 2020 dans le cadre de la mission SpaceX Demo-2. Il s'agissait du premier essai en vol avec équipage d'une capsule Dragon, transportant Douglas Hurley et Robert Behnken. Il s'agit de l'engin spatial utilisé dans le premier vol spatial orbital avec équipage depuis les États-Unis depuis la mission STS-135 de la navette spatiale américaine en juillet 2011 et le premier vol spatial orbital avec équipage opéré par une société privée. Le 2 août 2020, il est revenu sur Terre.
Le véhicule est également utilisé pour la mission SpaceX Crew-2. Il est lancé par une Falcon 9 le 23 avril 2021 et s’amarre le lendemain à l’ISS.
Le vaisseau spatial a été nommé par Hurley et Behnken d'après la navette spatiale Endeavour, à bord de laquelle ils ont volé dans l'espace lors des missions STS-127 et STS-123, respectivement. La navette, elle, était nommée ainsi en hommage à l'Endeavour, navire de l'explorateur James Cook au XVIIIe siècle. Le nom Endeavour est également partagé par le module de commande d'Apollo 15.Ce nom n'a finalement pas été approuvé par Elon Musk, qui leur avait demandé lui-même de nommer la capsule. Les équipes de SpaceX persisteront à nommer la capsule « Dragon » tandis que les astronautes, eux la nommeront « Endeavour », et ce même durant les missions suivantes.

## Historique des vols
| Vol n° | Mission                            | Patch | Lancement     | Retour           | Équipage                                                             | Résultat |
| ------ | ---------------------------------- | ----- | ------------- | ---------------- | -------------------------------------------------------------------- | -------- |
| 1      | Demo-2                             |       | 30 mai 2020   | 30 août 2020     | Douglas Hurley Robert Behnken                                        | Succès   |
| 1      | Vol de qualification avec équipage |       |               |                  |                                                                      |          |
| 2      | Crew-2                             |       | 23 avril 2021 | 9 novembre 2021  | Robert Shane Kimbrough Megan McArthur Akihiko Hoshide Thomas Pesquet | Succès   |
| 2      | Deuxième vol opérationnel          |       |               |                  |                                                                      |          |
| 3      | Axiom Space-1                      |       | 8 avril 2022  | 25 avril 2022    | Michael López-Alegría Larry Connor Eytan Stibbe Mark Pathy           | Succès   |
| 3      | Premier vol privé vers l'ISS.      |       |               |                  |                                                                      |          |
| 4      | Crew-6                             |       | 2 mars 2023   | 4 septembre 2023 | Stephen Bowen Warren Hoburg Sultan Al Neyadi Andreï Fediaïev         | Succès   |
| 5      | Crew-8                             |       | 4 mars 2024   | 25 octobre 2024  | Matthew Dominick Michael Barratt Jeanette Epps Alexandre Grebionkine | Succès   |
| 6      | Crew-11                            |       | 1er août 2025 |                  | Zena Cardman Michael Fincke Kimiya Yui Oleg Platonov                 | En cours |